# Kaman SH-2 Seasprite
Le Kaman SH-2 Seasprite est un hélicoptère militaire conçu à la fin des années 1950 par les États-Unis pour des missions de transport et de sauvetage.

## Historique
La version SH-2D/F Seasprite dits « LAMPS I » destinée à la lutte anti-sous-marine est la première embarquée pour cette mission sur des navires américains hors porte-aéronefs à partir de décembre 1971. 
Une version améliorée Kaman SH-2G Super Seasprite (en) effectue son premier vol en 1985 et entre en service en 1993 à 16 exemplaires dans deux escadrons. Il peut emporter entre autres le missile air-surface AGM-65 Maverick.
Initialement utilisé sur les navires de l'US Navy, qui l'a retiré du service en mai 2001, le SH-2 Seasprite a également été vendu à plusieurs pays étrangers.

## Utilisateurs
- États-Unis
  - SH-2F utilisé de 1971 à 1993.
  - 16 SH-2G utilisés entre 1993 et 2001.
- Australie
  - 11 SH-2G commandés en 1997, mis en service progressivement à partir de 2003, puis finalement retirés du service en 2008.
- Égypte
  - 10 SH-2G livrés entre 1997 et 1998, dont 2 modernisés en 2009 et 1 perdu en 2006.
- Nouvelle-Zélande
  - 3 SH-2F utilisés entre 1998 et 2001.
  - 5 SH-2G livrés entre 2001 et 2003.
- Pérou
  - En novembre 2014, Kaman a signé un contrat avec General Dynamics Canada pour la remise à neuf et la modernisation de quatre hélicoptères SH-2G pour la marine péruvienne. Le périmètre contractuel comprend également le support opérationnel d'un cinquième hélicoptère SH-2G.
- Pologne
  - 4 SH-2G livrés en 2002-2003.